# Nerima
Nerima (練馬区, Nerima-ku) est un des vingt-trois arrondissements spéciaux de Tokyo, au Japon.

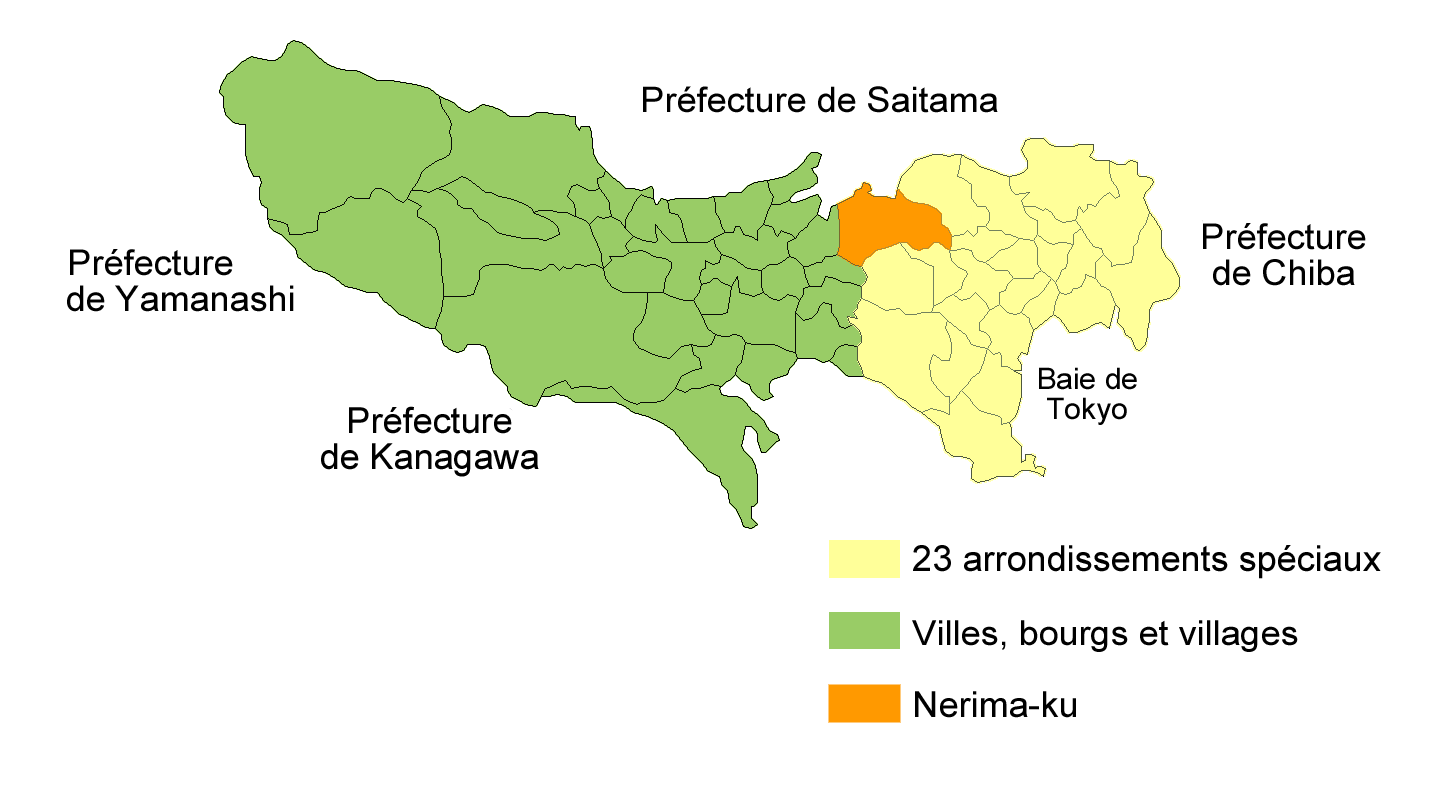
Situation de Nerima-ku dans la préfecture de Tokyo.

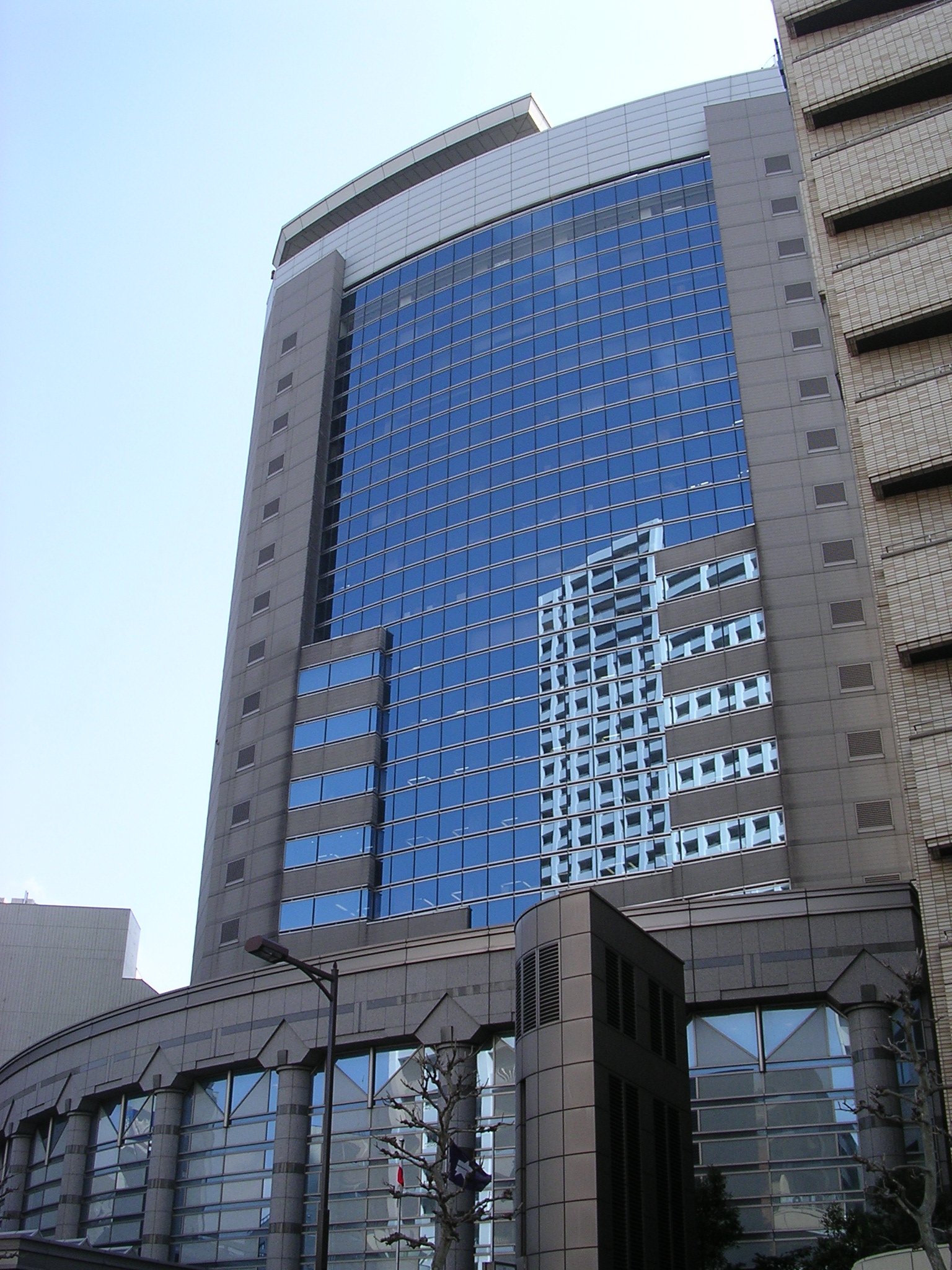
Mairie de Narima-ku.

Le 1er octobre 1932, neuf bourgs et villages du district de Kitatoshima ont fusionné pour former l'arrondissement d'Itabashi.
Le 1er aout 1947, Nerima s'est séparé de l'arrondissement d'Itabashi pour former un arrondissement indépendant.
La population de l'arrondissement est de 686 263 habitants, ce qui en fait la deuxième de Tokyo après Setagaya, pour une superficie de 48,16 km2 (2005).
C'est un des arrondissements où se situe l'action de Tokyo Ghoul, on peut y trouver le café L'Antique et le café :Re (dans le manga).

## Quartiers
- Nerima

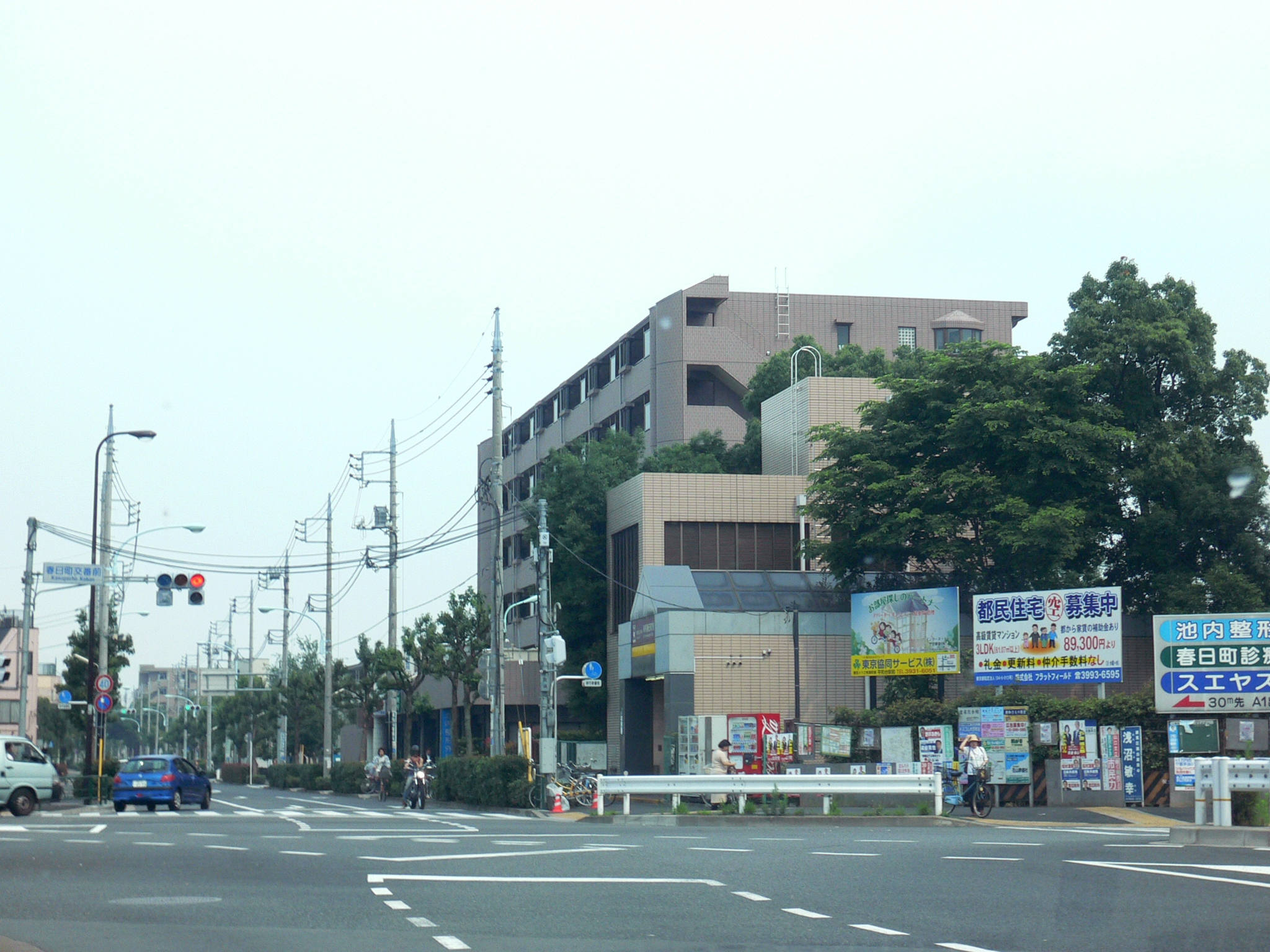
Gare de Nerimakasugacho.

- Ōizumi : un site de Toei et le siège de Toei Animation sont au nord de ce quartier
- Hikarigaoka
- Egota ou Ekoda : le quartier se distingue par sa très haute densité d'universités, lycées, cafés et izakaya
- Ōizumigakuenchō